# Équipe de Serbie féminine de volley-ball
L'équipe de Serbie féminine de volley-ball est composée des meilleures joueuses serbes sélectionnées par la Fédération serbe de volley-ball (Odbojkaški Savez Srbije, OSS). Elle est classée au 1er rang de la FIVB au 16 octobre 2022.
Elle est l'héritière de l'équipe de la république fédérative socialiste de Yougoslavie (1946-1990), puis de l'équipe de la république fédérale de Yougoslavie (1990-2003) et enfin de l'équipe de Serbie-et-Monténégro (2003-2006).

## Sélection actuelle
Sélection pour le Championnat du monde 2010.
Entraîneur : Giovanni Guidetti  ; entraîneur-adjoint : Brano Kovačević 

## Palmarès et parcours

### Palmarès
- Jeux Olympiques
  -  Finaliste : 2016
  -  Troisième : 2020

- Championnat d'Europe (3) :
  -  Vainqueur : 2011, 2017, 2019
  -  Finaliste : 2007, 2021

- Ligue européenne (3) :
  -  Vainqueur : 2009, 2010, 2011

- Jeux méditerranéens (1) :
  -  Vainqueur : 1975.
  -  Finaliste : 1979.

- Championnat du monde féminin de volley-ball  (2) : 
  -  Vainqueur : 2018, 2022.
  -  Troisième : 2006

- Grand Prix
  -  Troisième : 2011, 2013, 2017

- Coupe du monde
  -  Finaliste : 2015

### Parcours

#### Jeux olympiques
| - 2008 : 7e - 2012 : 11e - 2016 : Finaliste - 2020 : 3e |

#### Championnat du monde

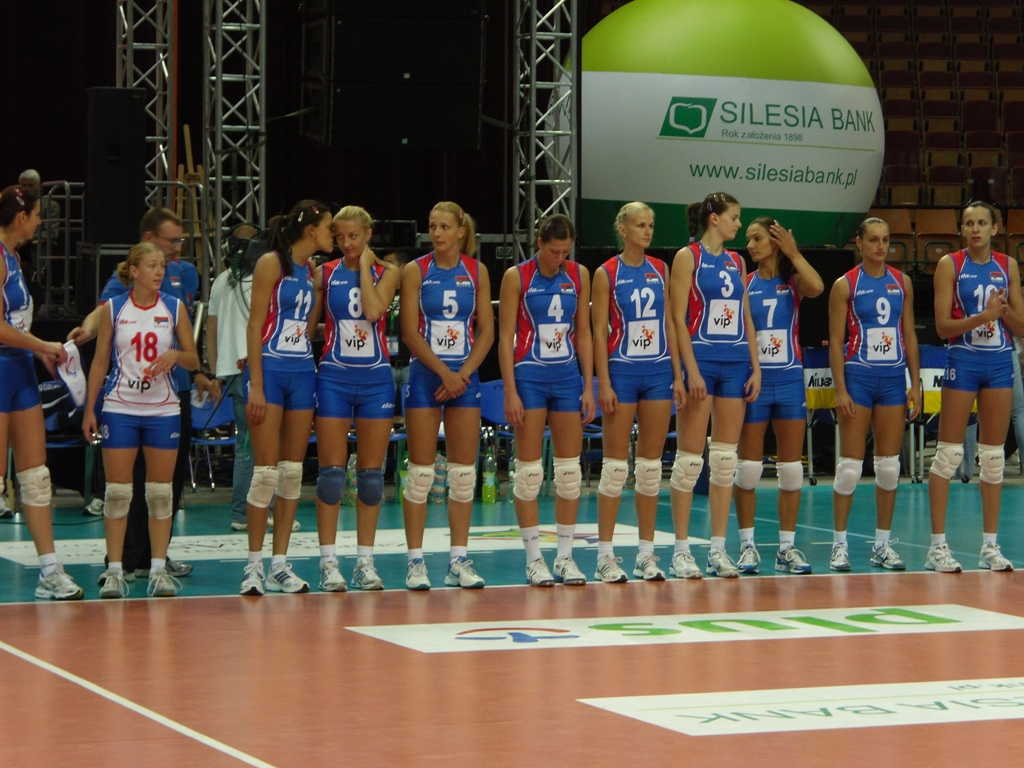
Équipe de Serbie féminine de volley-ball au Championnat du monde 2010.

| - 2006 : 3e - 2010 : 8e - 2014 : 7e - 2018 : Vainqueur - 2022 : Vainqueur |

#### Grand Prix
| - 2006 : non qualifiée - 2007 : non qualifiée - 2008 : non qualifiée - 2009 : non qualifiée - 2010 : non qualifiée - 2011 : 3e - 2012 : 11e - 2013 : 3e - 2014 : 8e - 2015 : 8e | - 2016 : 7e - 2017 : 3e |

#### Ligue des nations
| - 2018 : 5e - 2019 : 13e - 2021 : 13e - 2022 : 3e |

#### Coupe du monde
- 2007 : 5e
- 2011 : 7e
- 2015 : Finaliste
- 2019 : 9e

#### World Grand Champions Cup
| - 2009 : non qualifiée - 2013 : non qualifiée - 2017 : non qualifiée |

#### Championnats d'Europe
| - 2007 : Finaliste - 2009 : 7e - 2011 : Vainqueur - 2013 : 4e - 2017 : Vainqueur - 2019 : Vainqueur - 2021 : Finaliste |

#### Ligue européenne
| - 2009 : Vainqueur - 2010 : Vainqueur - 2011 : Vainqueur - 2012 : 3e - 2013 : 5e - 2014 : non participante - 2015 : non participante - 2016 : non participante - 2017 : non participante - 2018 : non participante | - 2019 : non participante - 2021 : non participante |

## Galerie

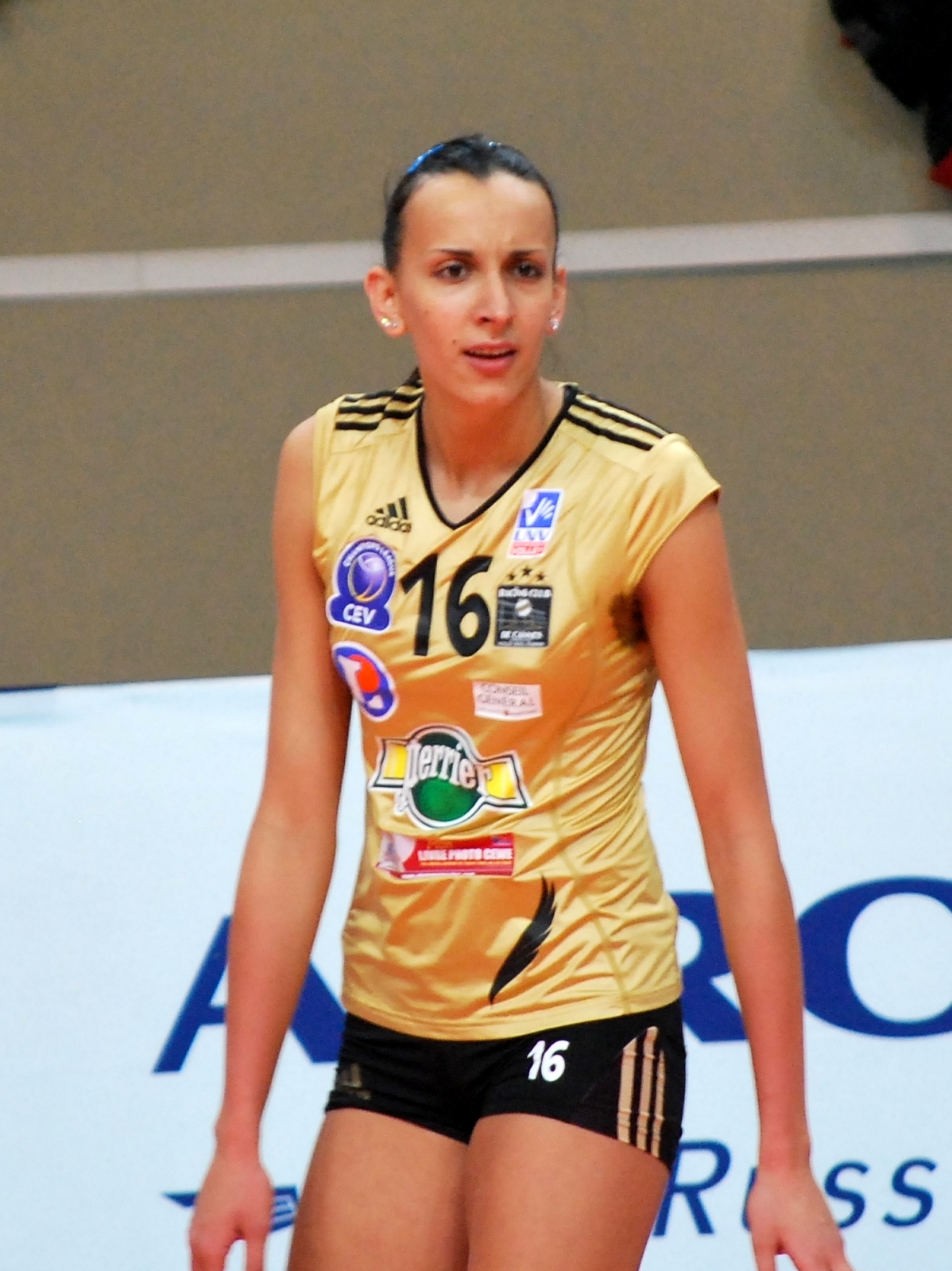
Milena Rašić
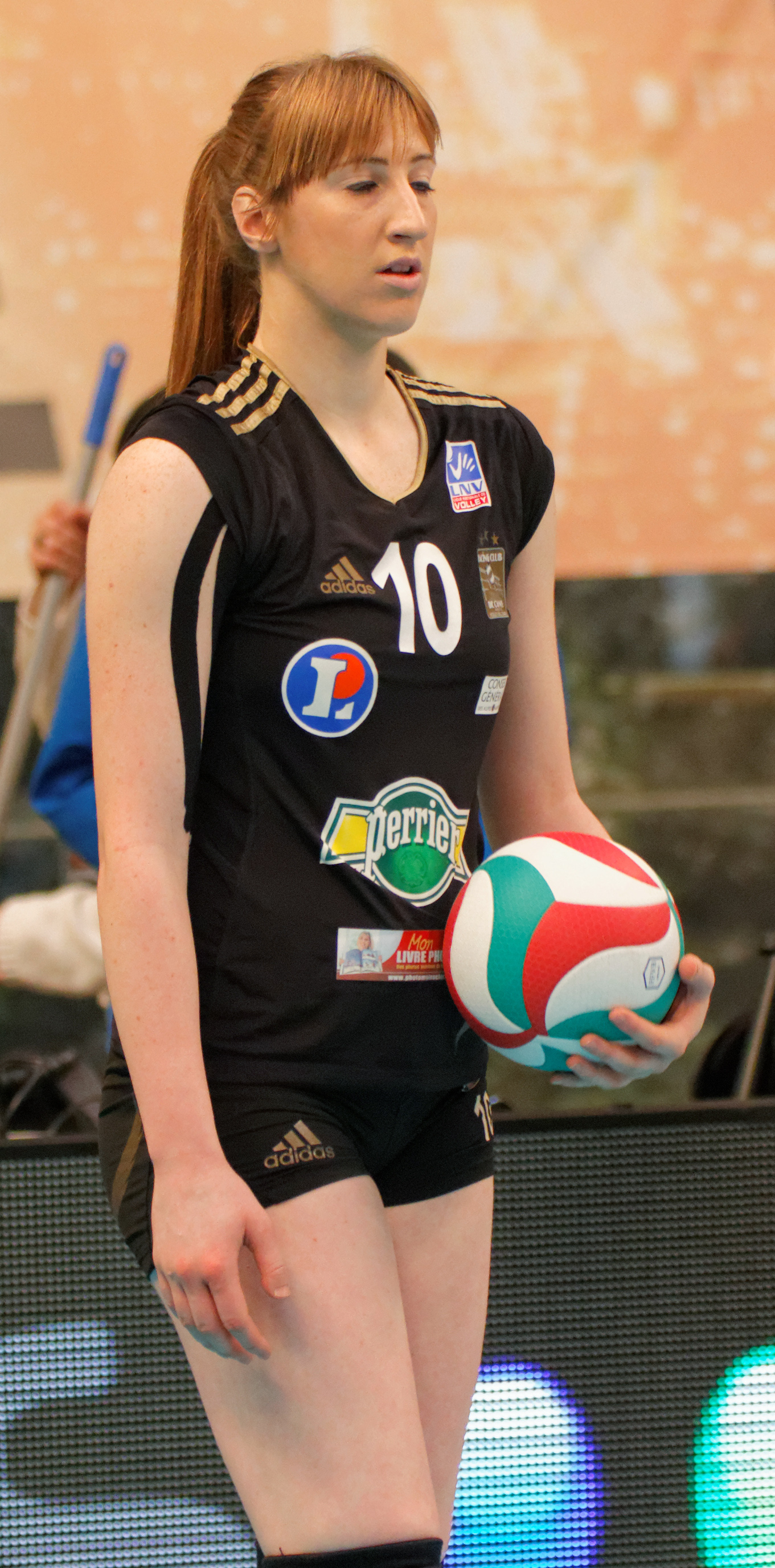
Brankica Mihajlović
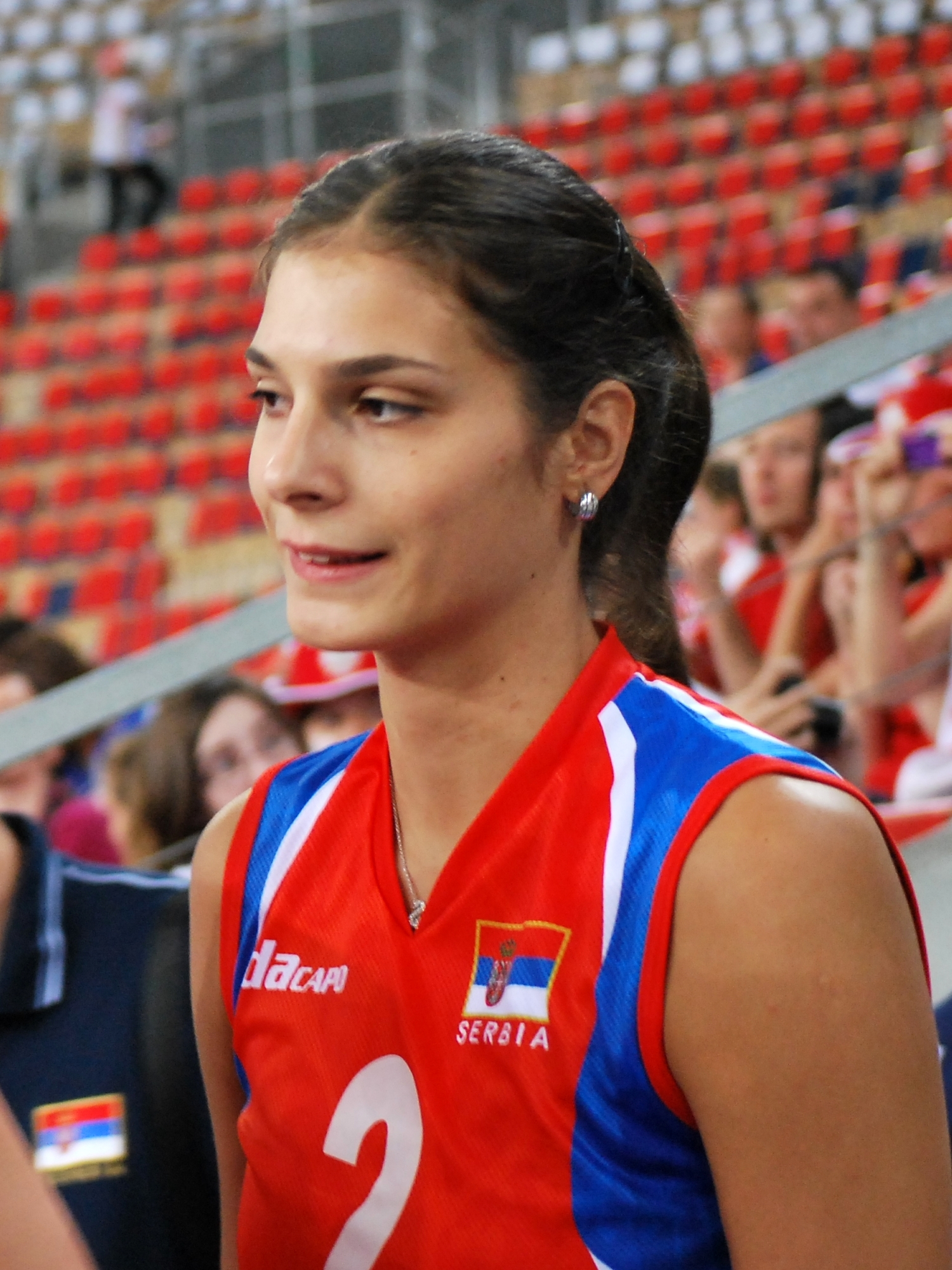
Jovana Brakočević
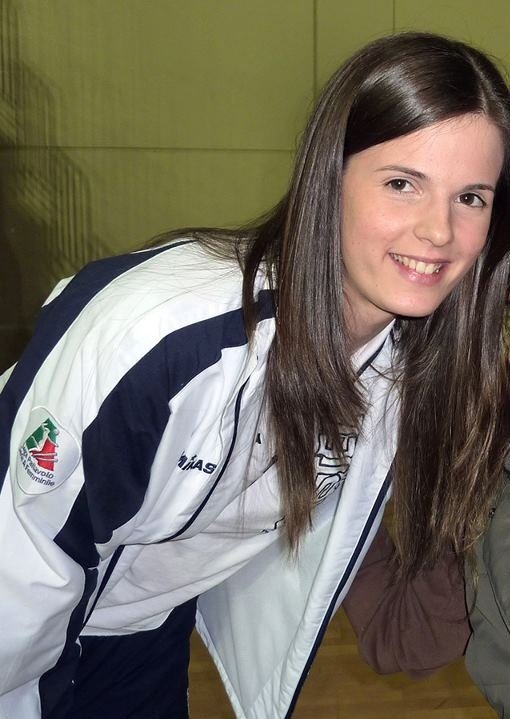
Sanja Malagurski
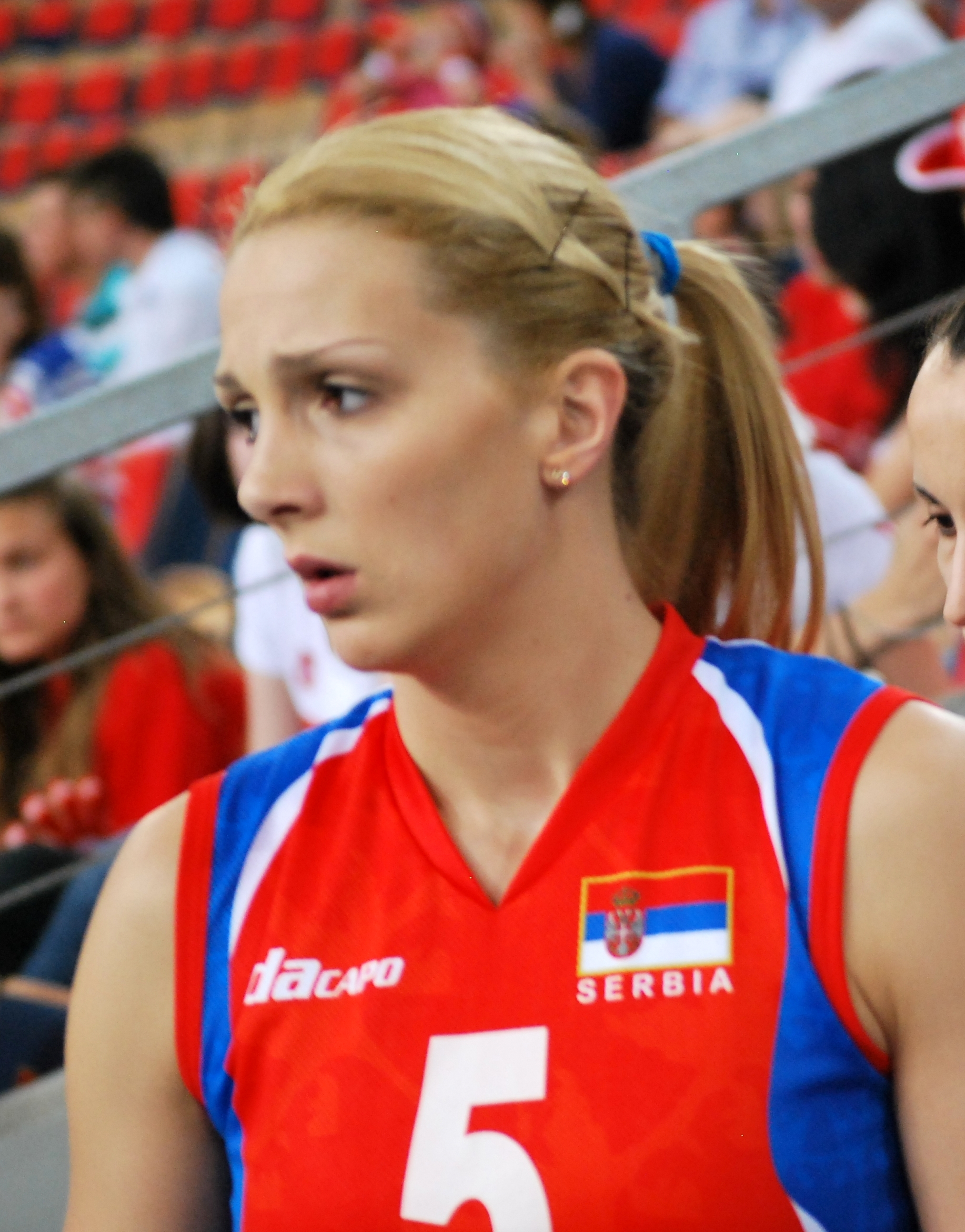
Nataša Krsmanović
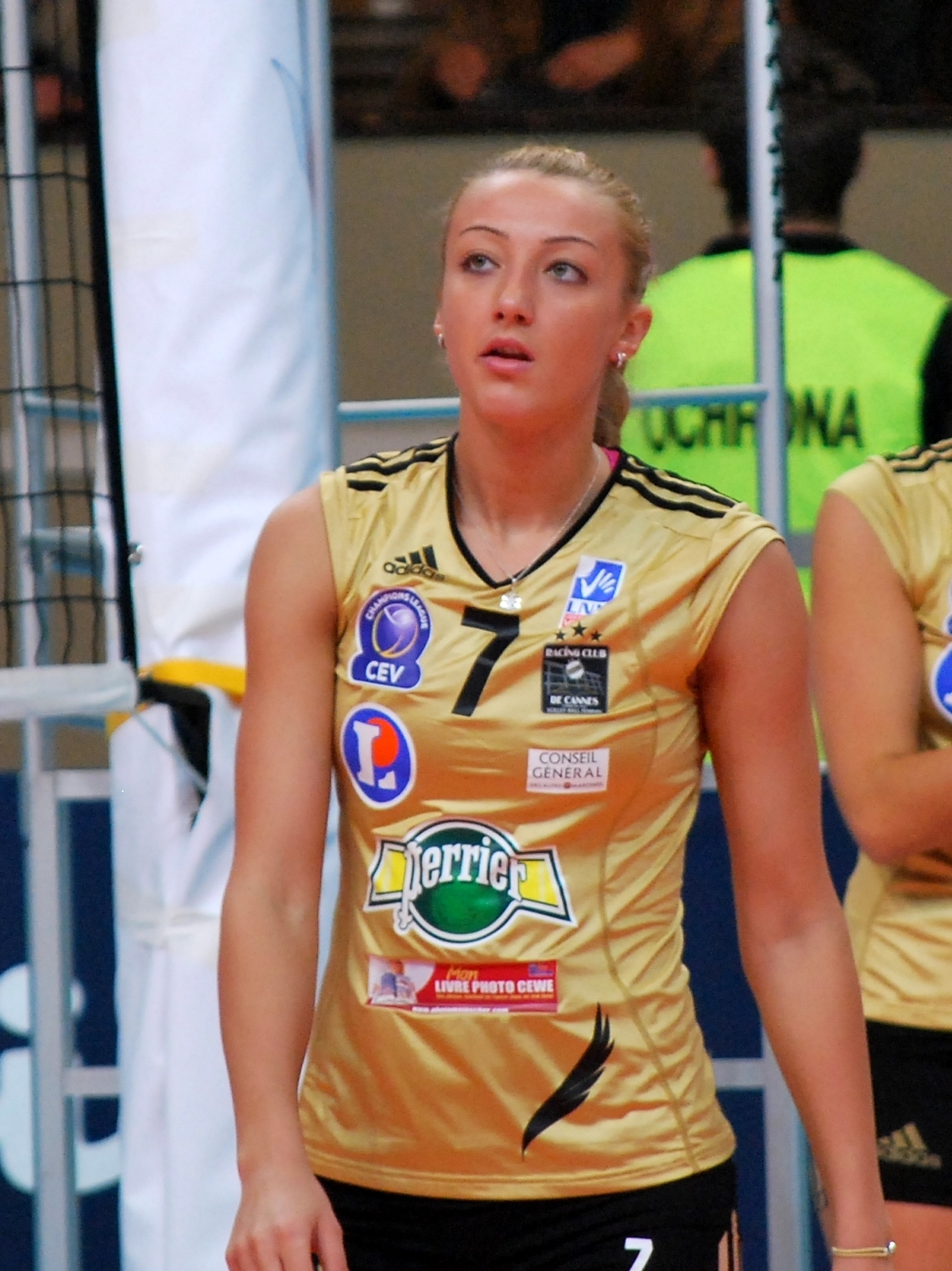
Ana Antonijević
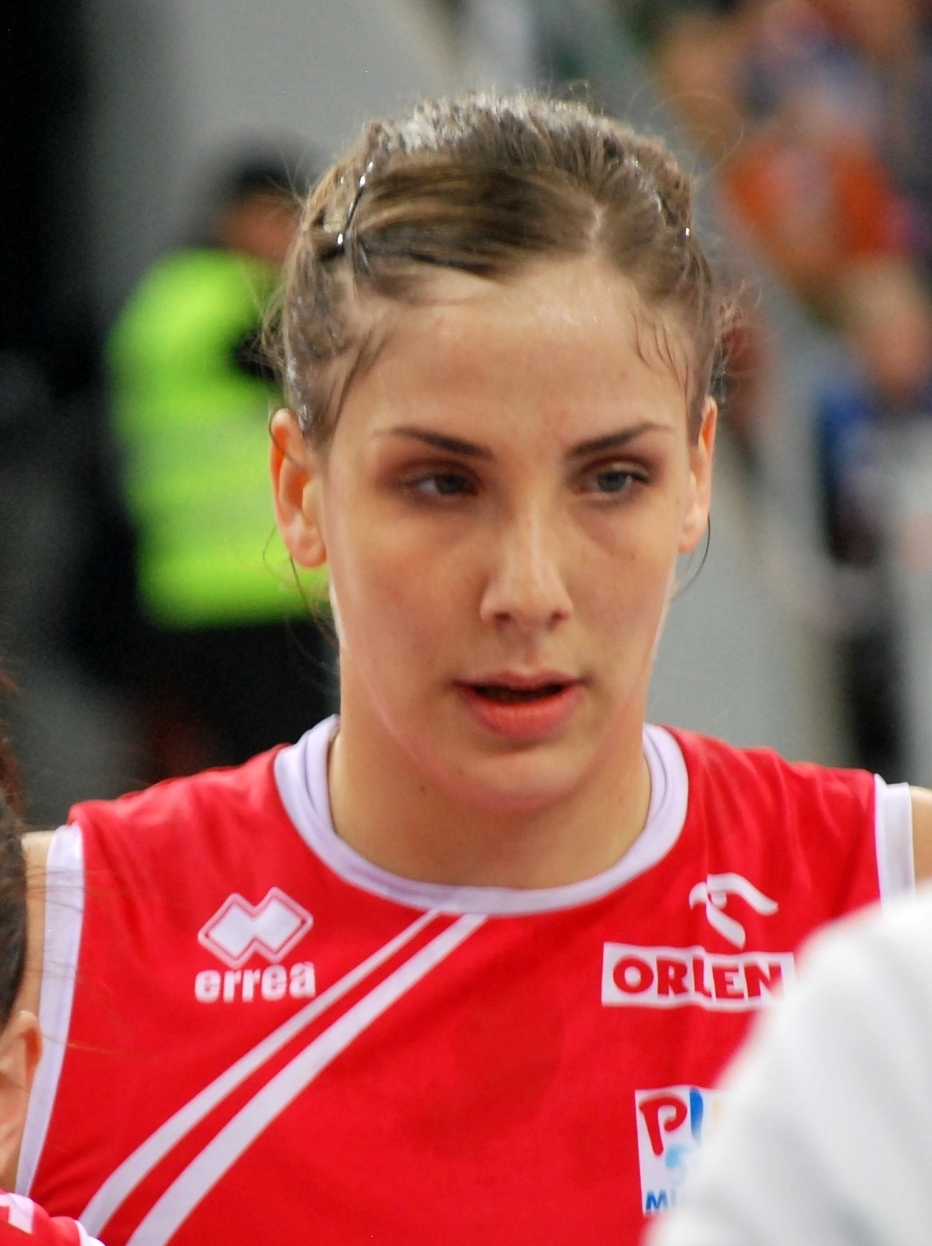
Tijana Malešević
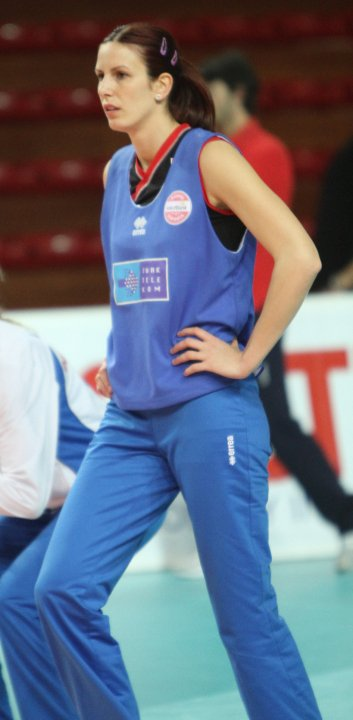
Jelena Nikolić
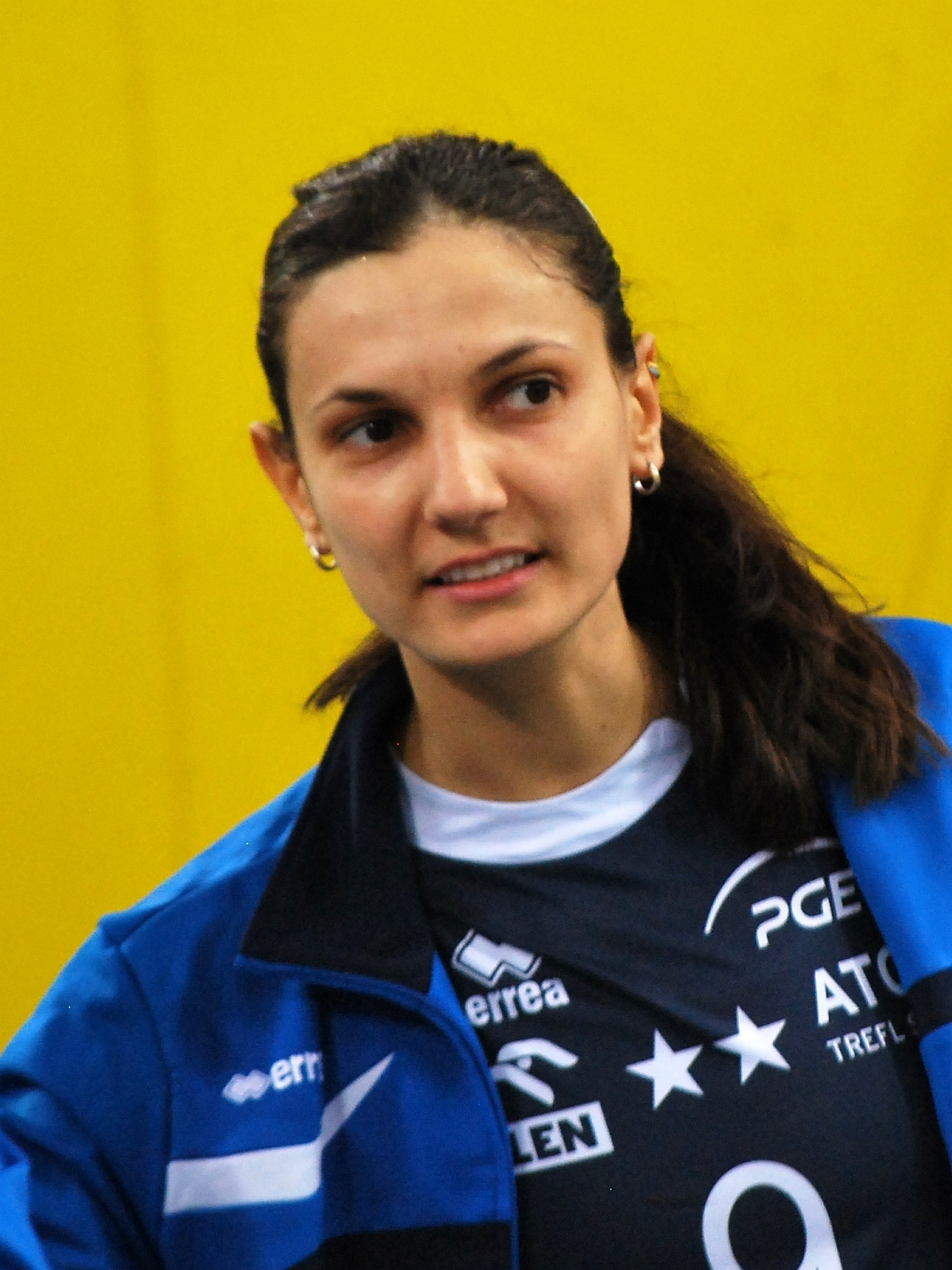
Brižitka Molnar
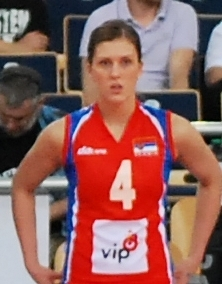
Bojana Živković
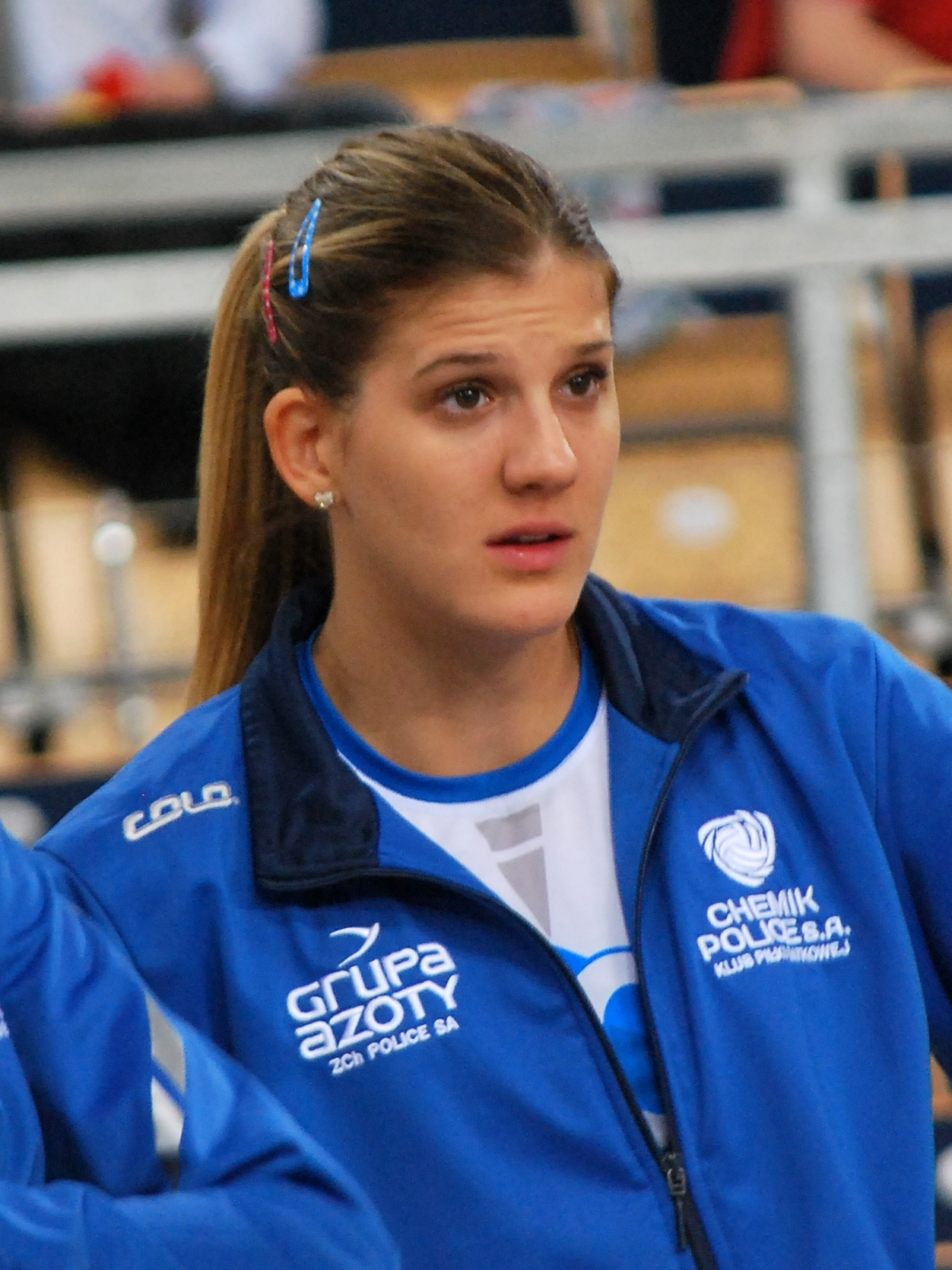
Ana Bjelica
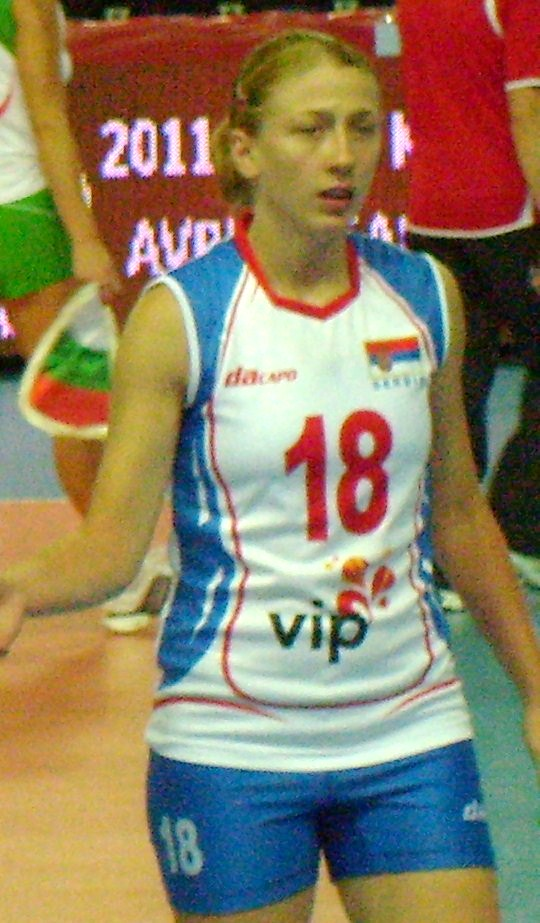
Suzana Ćebić
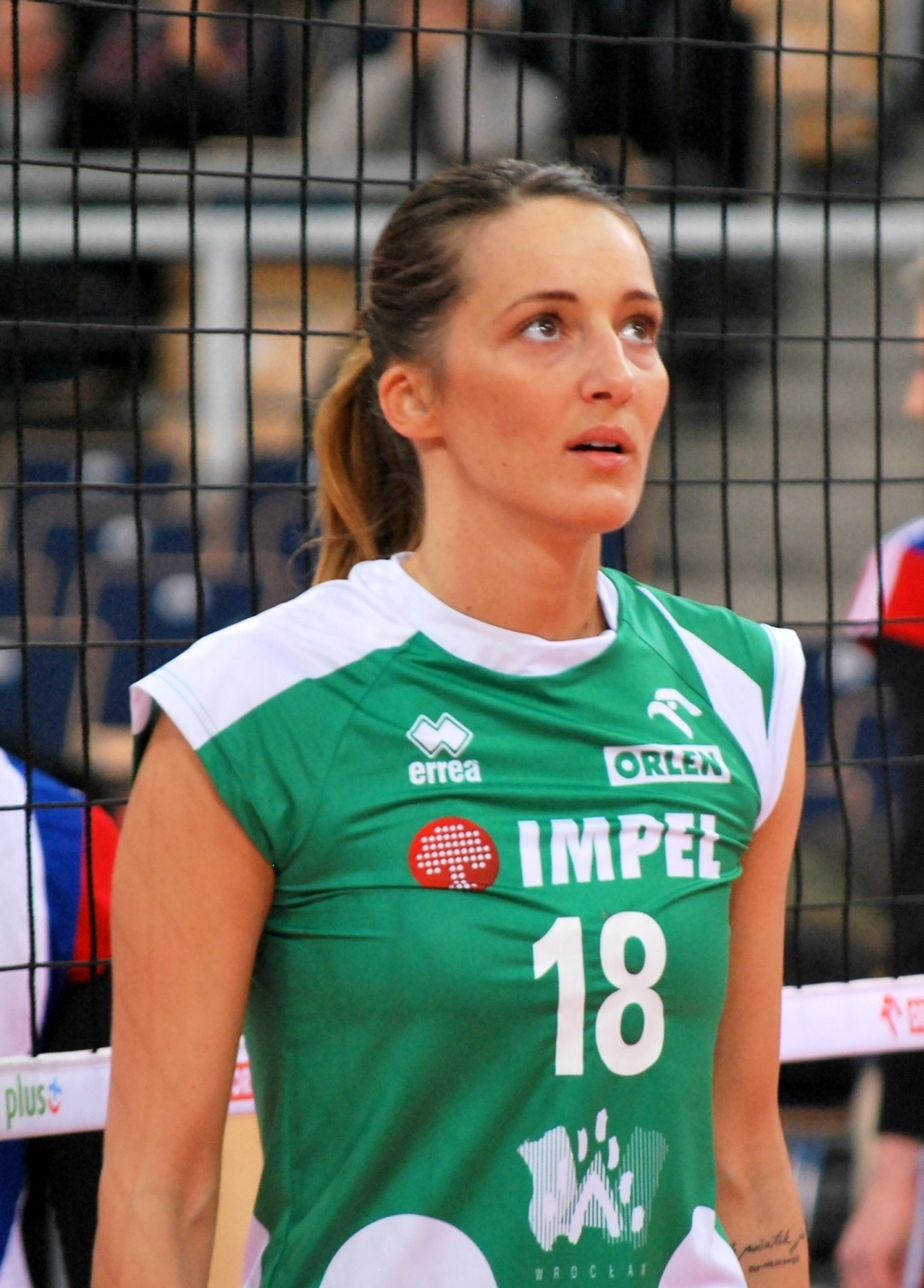
Maja Ognjenović
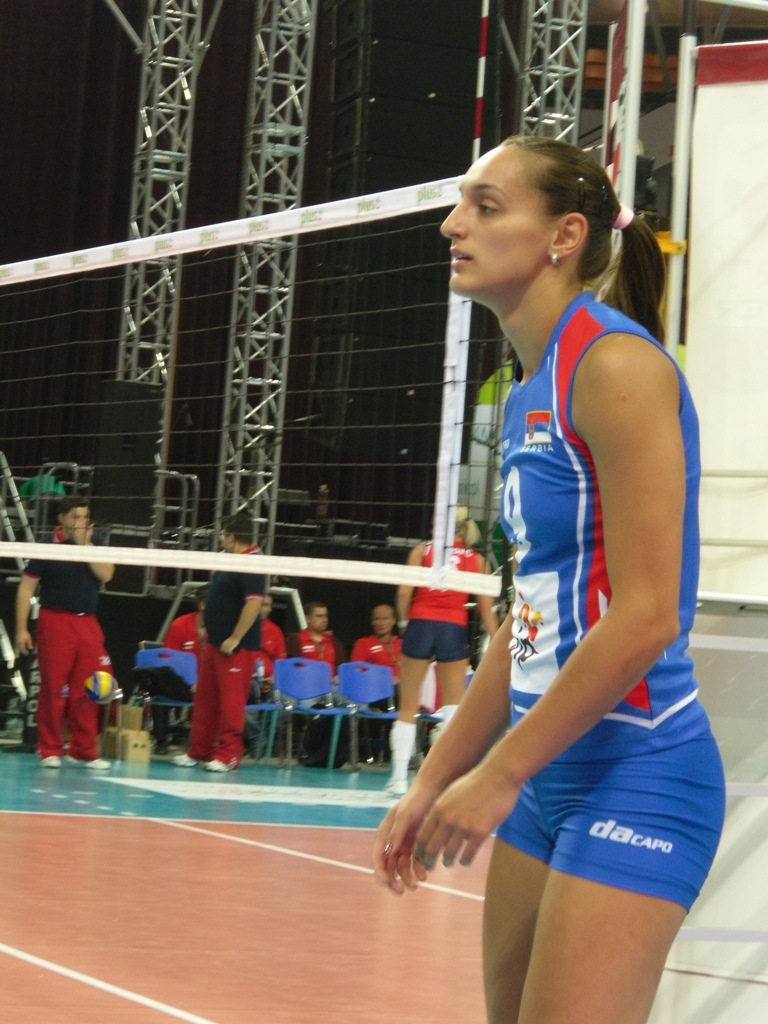
Jovana Vesović
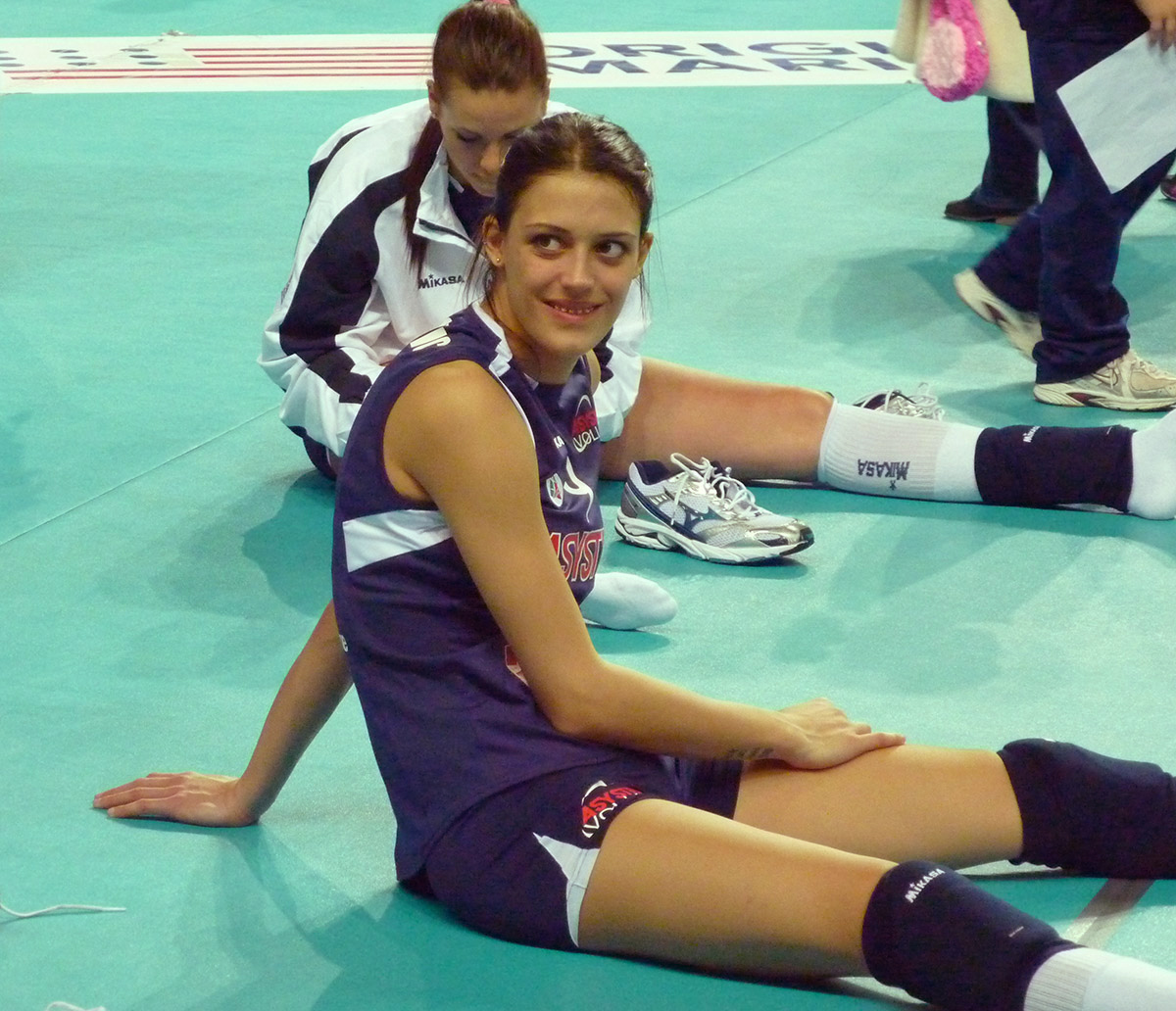
Stefana Veljković